# Hokej na travi na Sveafričkim igrama 2003.
Hokej na travi na Sveafričkim igrama 2003. hokeju na travi za muške 2003. se održao u Nigeriji, u Abuji.
Održao se u razdoblju od 5. do 17. listopada 2003.

## Muški turnir

### Natjecateljski sustav
Hokej na travi je po peti put bio na programu Sveafričkih igara. 

### Konačni poredak
| Mj. | Država   |
| --- | -------- |
| 1.  | Egipat   |
| 2.  | JAR      |
| 3.  | Gana     |
| 4.  | Nigerija |
| 5.  | Zimbabve |

## Ženski turnir

### Natjecateljski sustav
Hokej na travi za žene je po treći put bio na programu Sveafričkih igara. 

### Konačni poredak
| Mj. | Država   |
| --- | -------- |
| 1.  | JAR      |
| 2.  | Nigerija |
| 3.  | Gana     |
| 4.  | Kenija   |
| 5.  | Namibija |
| 6.  | Zimbabve |